# Ernie Irvan
Virgil Earnest Irvan (* 13. Januar 1959 in Salinas, Kalifornien) ist ein ehemaliger US-amerikanischer Automobilrennfahrer, der bei NASCAR-Rennen aktiv war. Er zählt zu den NASCAR’s 50 Greatest Drivers und ist Sieger des Daytona 500 1991. Weitere Bekanntheit erlangte er für seine Rückkehr in die NASCAR nach einer schweren Kopfverletzung, welche ihm nur eine geringe Überlebenschance ließ.

## Herkunft und Privatleben
Virgil Earnest Irvan wurde am 13. Januar 1959 als Sohn von Jo und Vic Irvan geboren und wuchs mit seinen beiden Schwestern und seinem Bruder auf. Sein Vater war ebenfalls an Wochenenden als Rennfahrer aktiv und steckte seinen Sohn bereits früh mit der Leidenschaft an. Er besuchte die Salinas High School, wo er neben seinen Aktivitäten im Motorsport auch Tennis spielte.
Irvan ist verheiratet und hat zwei Kinder. Die Familie lebt in Florida.

## Karriere

### Anfänge
Irvan begann seine Motorsportkarriere im Alter von neun Jahren mit kleineren Kartrennen. Mit 15 Jahren gewann er die kalifornische Kartmeisterschaft und fuhr ab dann in nationalen Rennen. Im darauffolgenden Jahr stieg er in kleinere Stockcar-Klassen auf und gewann sein erstes Rennen auf dem Stockton 99 Speedway. In den folgenden Jahren fuhr er in regionalen Rennserien und verbuchte regelmäßig Siege. 1980 bestritt er seine ersten Rennen in der damaligen Winston West Series und verpasste sogar seine Abschlussfeier an der Highschool um in Riverside zu fahren. Im Alter von 18 Jahren gewann er seinen ersten großen Titel mit der Stockton-Speedway-Meisterschaft. Zu der Zeit verlor er ebenfalls seinen engen Freund Tim Williamson bei einem Rennunfall in Riverside.

### Erste Rennen im Winston Cup
Irvans Vater Vic war bereits Anfang der 1980er-Jahre an die Ostküste gezogen und Irvan folgte ihm 1982, um seine Motorsportkarriere dort fortzusetzen, da Sponsoren auf der Westküste fehlten. Da er mit nur 700 Dollar seine Heimat verließ (dazu 200 Dollar, welche er auf dem Weg in Las Vegas gewann) plagten ihn zuerst finanzielle Probleme, welche ihn dazu zwangen, verschiedene kleine Arbeiten zu erledigen. Er arbeitete so unter anderem auf dem Charlotte Motor Speedway und lebte vorerst in North Carolina. Nebenbei fuhr er weiterhin Rennen mit Late-Model-Wagen und gewann mehrere davon auf dem Concord Speedway.
Nach einiger Zeit lernte Irvan den Fahrzeugbauer Marc Reno kennen und die beiden wurden schnell Partner. In ihrer Werkstatt war unter anderem der Rennfahrer Ken Schrader Kunde, woraufhin die beiden ihn um Hilfe bei der Suche nach Sponsoren für ihre Motorsportaktivitäten im Winston Cup baten. Der Rennfahrer stellte den Kontakt zu Dale Earnhardt Sr. her, welcher sich bereit erklärte als Sponsor zu fungieren. Der Deal beinhaltete zwar keine finanzielle Unterstützung, Earnhardts Name konnte allerdings zu Werbezwecken genutzt werden, was den Fahrern mehr Glaubwürdigkeit verschaffte. Irvan beendete das erste Rennen in Richmond auf Platz 29 und erweckte daraufhin die Aufmerksamkeit des Rennfahrers und Teameigners D. K. Ulrich, für den er weitere Rennen absolvierte. Gegen Ende der Saison 1987 startete er erneut, gesponsert von Dale Earnhardt, im Winston Cup und beendete das Rennen auf dem achten Platz.
Reno und Irvan plagten trotz der ersten Winston-Cup-Rennen finanzielle Sorgen, worauf letzterer in der Folgesaison für Ulrich mit der Startnummer 2 antrat. Er absolvierte 25 der 29 Rennen und war Anwärter im Kamps um den Rookie of the Year Award, den er letztendlich sehr knapp an Ken Bouchard verlor. Sein bestes Resultat erzielte er mit einem elften Platz auf dem Martinsville Speedway und beendete die Saison auf Platz 29. Auch im Folgejahr startete er im Winston Cup für Ulrichs Team und bestritt erstmals alle 29 regulären Saisonrennen. Mit mehreren Top-10-Platzierungen wurde er mit 2919 Punkten letztendlich 22. in der Fahrerwertung. Er gewann nebenbei ebenfalls ein Rennen in der ARCA Permatex SuperCar Series.

### Erfolge der 1990er-Jahre
Aufgrund verschiedener Probleme mit den Sponsoren verlor Irvan seinen Sitz bei D.K. Ulrichs U.S. Racing und musste sich für die Saison 1990 nach Alternativen umsehen. Er unterschrieb zuerst bei Donlavey Racing für die Saison, doch auch dort kam es zu Problemen. Hauptsponsor True Cure erfüllte seine finanziellen Verpflichten nicht, woraufhin Teambesitzer Junie Donlavey Irvan nach nur drei Rennen freistellen musste. Sein bestes Resultat für das Team holte er mit einem 13. Platz beim Daytona 500.
Nach seiner Freistellung unterschrieb er einen Vertrag bei Morgan–McClure Motorsports und ersetzte dort Phil Parsons im Wagen mit der Startnummer 4. Direkt beim ersten Rennen für sein neues Team gelang Irvan sein erstes Podium mit einem dritten Platz auf dem Atlanta Motor Speedway. Kontrovers diskutiert wurde sein zweites Rennen auf dem Darlington Raceway, da er in einen schweren Unfall verwickelt war, bei dem Neil Bonnett sich schwere Verletzungen zuzog. Nach mehreren Top-10-Platzierungen, entschied sich das Team gegen Saisonmitte von Oldsmobile zu Chevrolet zu wechseln. Am 25. August gewann Irvan daraufhin sein erstes Rennen auf dem Bristol Motor Speedway und beendete mit weiteren Podien die Saison als Neunter die Fahrerwertung.
Zur Saison 1991 startete Irvan erneut für Morgan-McClure Motorsports mit der #4 und gewann direkt den Saisonauftakt, das prestigeträchtige Daytona 500. Im weiteren Saisonverlauf holte er seinen dritten Karrieresieg beim Rennen in Watkins Glen. Neben der höchsten Motorsportliga der NASCAR fuhr Irvan ebenfalls in der NASCAR Busch Series und gewann dort auf dem North Carolina Speedway sein erstes Rennen. Insgesamt wurde die Saison 1991 zu seiner besten im Winston Cup, mit 3925 Punkten wurde er Fünfter in der Fahrerwertung während Morgan-McClure Motorsports den fünften Platz in der Fahrerwertung holte. Zu der Zeit bekam er aufgrund seiner aggressiven Art, Rennen zu fahren, den Spitznamen „Swervin Irvan“.
Auch in der Saison 1992 gewann er erneut mehrere Rennen und erzielte gute Resultate. Den ersten Sieg erzielte er auf dem Sonoma Raceway, darauf folgten weitere Siege in Daytona und Talladega. Er erzielte ebenfalls drei Pole-Positions sowie mehrere Top-10-Platzierungen. Dazu kamen auch zwei weitere Siege in der Busch Series. In dieser Rennserie erlitt er beim Rennen auf dem Atlanta Motor Speedway einen schweren Unfall, welcher ihn mit einem gebrochenen Schlüsselbein und einem geprellten Kiefer zurückließ.

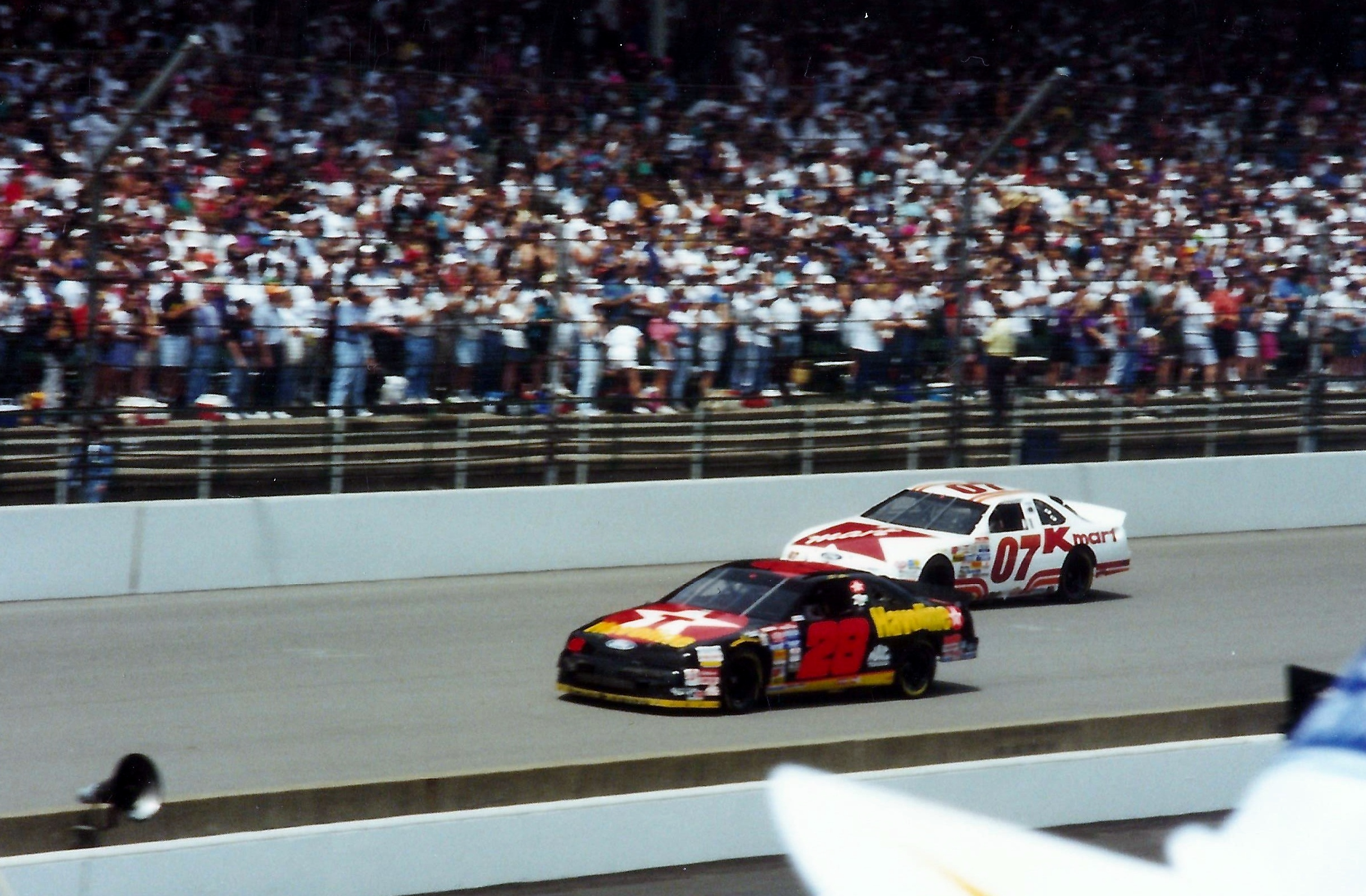
Irvan in der #28 auf dem Indianapolis Motor Speedway, 1994.

Auch 1993 startete er zu Beginn der Saison im Winston Cup für Morgan-McClure Motorsports und gewann noch einmal das Rennen in Talladega. Im Juli starb der Rennfahrer Davey Allison, welcher auch ein guter Freund Irvans war, an einem Hubschrauberunfall. Allison war bis zu dem Zeitpunkt für Robert Yates Racing mit der #28 an den Start gegangen, woraufhin Teambesitzer Robert Yates Irvan als Ersatzfahrer verpflichten wollte. Dieser war allerdings noch an Morgan-McClure Motorsports gebunden, was zu langen Verhandlungen und Rechtsstreitigkeiten führte. Letztendlich konnte Irvan allerdings wechseln und beim Rennen in Darlington sein Debüt in der #28 geben. Nach vier Rennen für das neue Team gelang ihm sein erster Sieg auf dem Martinsville Speedway, zwei Rennen später wiederholte er diesen Erfolg. Insgesamt beendete er die Saison auf dem sechsten Platz, sein zweitbestes Ergebnis in der Rennserie.
Das Folgejahr wurde seine erste volle Saison für Robert Yates Racing und begann für seine Titelaussichten vielversprechend. Die ersten sechs Rennen beendete er alle innerhalb der Top 10, gewann davon zwei und landete beim Daytona 500 als Zweiter auf dem Podium. Nachdem er aufgrund eines Problems mit dem Motor seines Wagens im siebten Rennen ausgeschieden war, kam er daraufhin bis zum 13. Rennen immer in die Top 10, darunter nochmal ein Sieg auf dem Sonoma Raceway. Insgesamt ging er als Teil der Titelfavoriten in das 21. Saisonrennen auf dem Michigan International Speedway und kämpfte mit Dale Earnhardt um die Meisterschaft.

### Unfall in Michigan
Am Morgen des 20. August 1994 war Irvan beim freien Training zum GM Goodwrench Dealer 400 auf der Strecke und fuhr dort seine ersten Runden. Nachdem sein Crew Chief ihn nach zehn Runden zurück in die Box holte, platzte der rechte Vorderreifen und Irvan verlor die Kontrolle über den Wagen. Mit einer Geschwindigkeit von beinahe 273 km/h kollidierte dieser mit der Mauer neben Kurve 2. Irvan verlor bei dem Unfall das Bewusstsein und wurde von den eintreffenden Notfallteams aus dem Wrack befreit. Der Notarzt führte an ihm noch vor Ort eine Tracheotomie durch, was ihm wahrscheinlich das Leben rettete. Kurz darauf wurde er per Hubschrauber ins Saint Joseph's Hospital im nahegelegenen Ann Arbor transportiert, wo ihm ein Schädelbasisbruch und Lungenverletzungen diagnostiziert wurden. Seine Überlebenschancen wurden auf 10 % bemessen.
Nach schwierigen ersten Tagen verbesserte sich Irvans Zustand und einige Wochen später wurde vermeldet, dass dieser stabil sei. Er wurde daraufhin in das Charlotte Institute of Rehabilitation verlegt und konnte zwei Monate später auf dem NASCAR Awards Banquet erneut in der Öffentlichkeit auftreten. Während seiner Genesung war er ebenfalls als Kommentator für TNN Motorsports aktiv.
Da er keines der restlichen Saisonrennen bestritt, verlor er die Meisterschaft und beendete die Fahrerwertung auf Platz 22.

### Rückkehr in die NASCAR

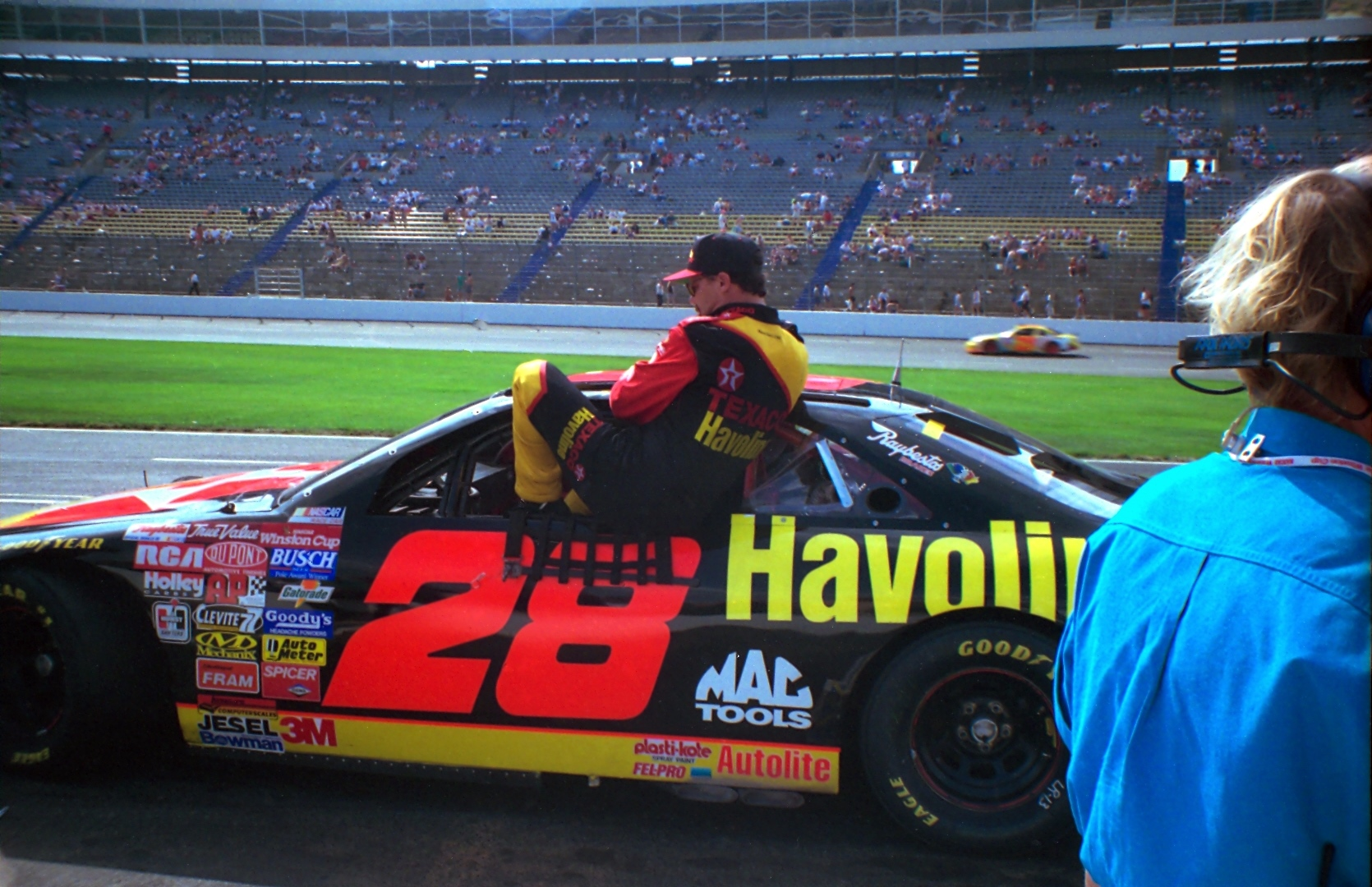
Irvan beim Aussteigen aus seinem Wagen, 1997.

13 Monate nach dem Unfall, im September 1995, stieg Irvan zum ersten Mal erneut in einen Rennwagen und absolvierte erste Testfahrten für Robert Yates Racing. Er trug dabei eine Augenklappe auf dem linken Auge, da er sonst doppelt sah. Manche Rennfahrer sahen dies als Sicherheitsrisiko, sowohl für Irvan als auch für sie selbst, und meinten, dass seine periphere Sehfähigkeit beeinträchtigt wäre. Trotzdem gab ihm die NASCAR am 16. September die Freigabe für die Teilnahme an Rennen und er gab sein Comeback beim Qualifying eines Rennens der Craftsman Truck Series. In den folgenden Wochen absolvierte er mehrere Rennen in der Rennserie, wobei er zweimal auf dem Podium landete. Zeitgleich gab er auch sein Comeback im Winston Cup, wo er für Robert Yates Racing die #88 fuhr. Vom siebten Startplatz kämpfte er sich durch und übernahm in Runde 125 die Führung, welche er für 31 Runden halten konnte, bevor er auf Platz sechs zurückfiel. Bis Saisonende absolvierte er vier Rennen in der höchsten NASCAR-Liga, zwei davon beendete er innerhalb der Top 10. Er nahm ebenfalls an der Qualifikation zu einem Rennen der Busch Series auf dem Homestead Speedway teil, schaffte es jedoch nicht, an dem Rennen teilzunehmen.
Zur Saison 1996 trat Irvan erneut Vollzeit im Winston Cup an, diesmal mit seiner alten Startnummer #28. Sein Ersatzfahrer Dale Jarrett, welcher ihn im Vorjahr ersetzt hatte, wurde zu seinem Teamkollegen in der #88. Beim Saisonauftakt in Daytona gelang es ihm direkt, sich im Qualifying einen Startplatz auf der vorderen Startreihe zu sichern. Im Rennen schied er allerdings aufgrund eines Unfalls aus. Im weiteren Saisonverlauf gelangen ihm zwei weitere Siege, sowohl auf dem New Hampshire Speedway als auch auf dem Richmond Raceway. Insgesamt wurde seine Comebacksaison zu einer der erfolgreichsten seiner Karriere: Mit 3632 Punkten wurde er Zehnter in der Fahrerwertung und erzielte mehrere Podiumsplatzierungen. In der Craftsman Truck Series bestritt er drei Rennen, von denen er eines innerhalb der Top 10 beendete.

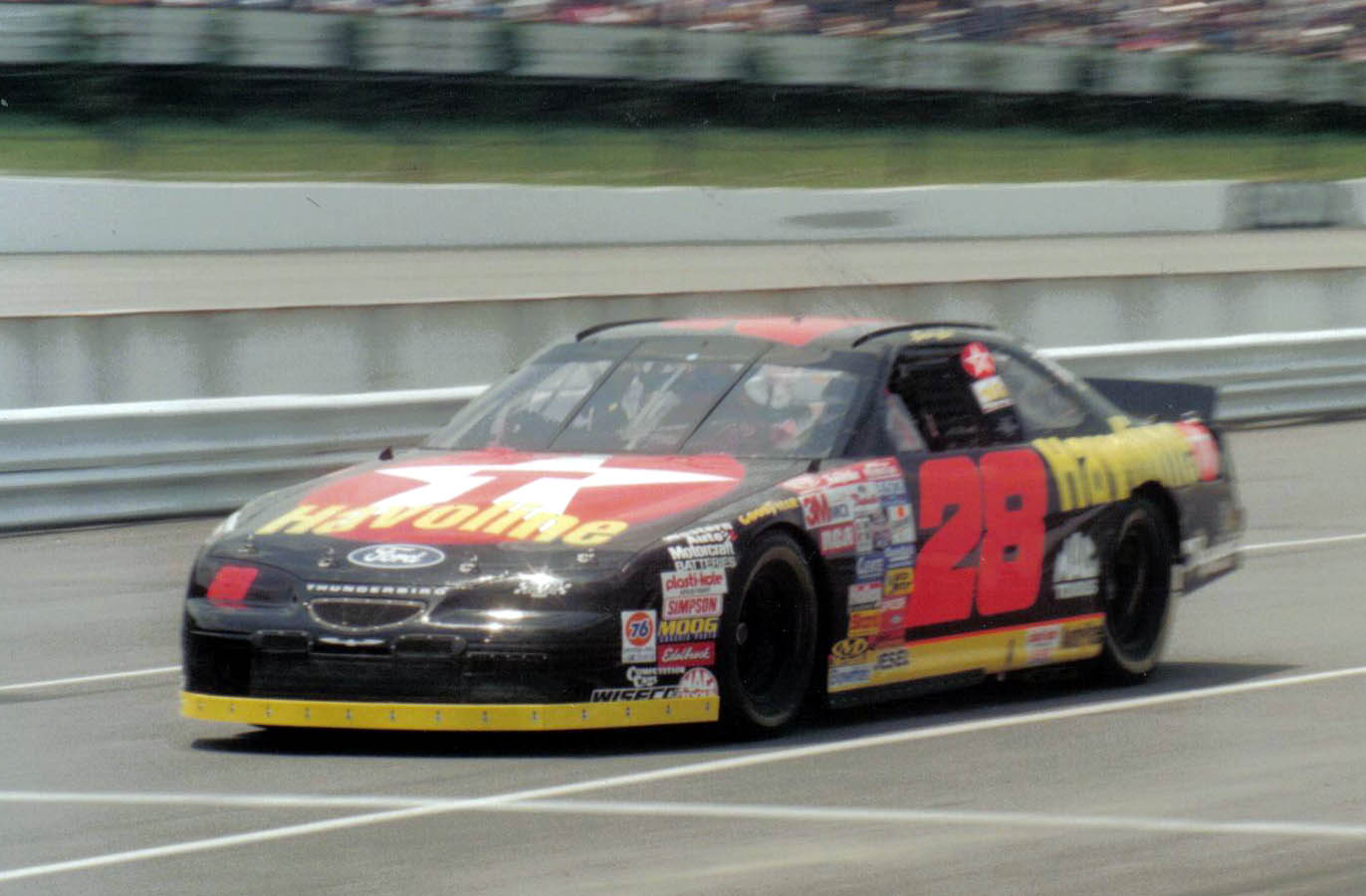
Irvan in Pocono 1997.

Die Folgesaison 1997 wurde seine letzte bei Robert Yates Racing, da der Rennstall ihn nach dieser freistellte. Auf der Rennstrecke erzielte Irvan seinen letzten Sieg im Winston Cup auf dem Michigan International Speedway, dieselbe Strecke, auf der er drei Jahre früher verunglückte. Einen weiteren zweiten Platz holte er auf dem Atlanta Motor Speedway. Mit einem 14. Platz in der Fahrerwertung beendete er die Saison schlechter als im Vorjahr, Irvan machte jedoch auch außerhalb des Sports Schlagzeilen. Im Frühling war er in eine Auseinandersetzung auf einem Parkplatz eines Nachtklubs verwickelt, welche allerdings nicht weiter verfolgt wurde, da keine der beiden Parteien eine Strafanzeige erstattete. Nach seiner Freistellung wurde Kenny Irwin jr. als Ersatz verpflichtet.
Irvan unterschrieb einen Vertrag bei MB2 Motorsports, um in der Saison 1998 weiterhin im Winston Cup an den Start zu gehen und fuhr ab dann die #36, gesponsort von Skittles. Im Verlauf der Saison gelangen ihm mehrere Top-10-Platzierungen, doch in keinem der 30 bestrittenen Rennen erzielte er ein Podium. Die letzten drei Rennen verpasste er allerdings, da er sich bei einem Unfall in Talladega Verletzungen zugezogen hatte. Die Endwertung beendete er mit 3262 Punkten auf dem 19. Platz. Bessere Ergebnisse erzielte er in der Truck Series, in der an zwei Rennen teilnahm und beide auf dem zweiten Platz beendete.
Mit dem neuen Sponsor M&M Mars startete Irvan erneut mit der #36 für MB2 Motorsports in die Saison 1999. In den ersten 21 Rennen gelangen ihm fünf Top-10-Platzierungen, bevor er in ein Rennen der Busch Series in Michigan ging. Genau fünf Jahre nach seinem beinahe tödlichen Unfall auf dem Michigan Speedway, verunglückte Irvan auf der gleichen Strecke erneut. Wie beim Unfall 1994 fand auch dieser im freien Training statt, wobei er diesmal den Pontiac #84 fuhr. Erneut wurde er per Hubschrauber evakuiert und erlitt eine leichte Kopfverletzung und eine Lungenprellung. Er entschied sich daraufhin dazu seine aktive Karriere zu beenden und gab an, er wolle weitere Unfälle vermeiden und für seine Familie sorgen.

## Nach Karriereende
Noch vor seinem Karriereende war Irvan bereits als Mitbesitzer eines Rennteams, welches in den 1990er-Jahren in der Craftsman Truck Series antrat, aktiv. Unter anderem fuhr Boris Said für Irvan-Simo Racing. Nach Irvans Karriereende kamen erneut Pläne ein Cup-Series-Rennteam mit dem Rennfahrer und Unternehmer Mark Simo aufzubauen auf, diese wurden jedoch nie konkretisiert.
In den 2000er-Jahren unterstützte Irvan vor allem seinen Sohn Jared in seiner Motorsportkarriere und fungierte dabei als Crew Chief bei den Midget-Car-Rennen seines Sohnes. Dieser fuhr vor allem in kleineren Midget und Late-Model-Rennserien, bevor er ab 2014 auch in der NASCAR K&N Pro Series East an den Start ging. Zugleich war er als Grand Marshal bei mehreren NASCAR-Rennen zugegen, unter anderem beim 50. Daytona 500.

## Ehrungen
Irvan gewann zwar nie eine Meisterschaft in einer der drei großen NASCAR-Rennserien, seine zahlreichen Siege und sein Comeback nach dem Unfall in Michigan brachten ihm dennoch verschiedene Ehrungen ein. Bereits 1993 wurde er zum Super Ford Magazine Driver of the Year und im Folgejahr bekam er den True Value Hard Charger Award.
Für seine Leistungen im Motorsport wurde er in die Liste der NASCAR’s 50 Greatest Drivers und in die Sonoma Raceway Wall of Fame aufgenommen. Er wurde auch Teil der West Coast Stock Car Hall of Fame und 2002 als Fackelträger für die Olympischen Winterspiele ausgewählt.